# 田中碧 (サッカー選手)
田中 碧（たなか あお、1998年9月10日 - ）は、神奈川県川崎市宮前区出身のプロサッカー選手。プレミアリーグ・リーズ・ユナイテッドFC所属。ポジションはミッドフィールダー（セントラルミッドフィールダー）。日本代表。

## 来歴

### クラブ

#### プロ入り前
幼稚園の時にサッカーを始めたのがきっかけで、小学校入学と同時に地元のさぎぬまSCに入団した。小学3年生から川崎フロンターレの下部組織に入団。同アカデミーには高宇洋などがいた。ユース時代には背番号「10番」を背負った。2016年7月22日にユースからトップチームへの昇格が発表された。

#### 川崎フロンターレ
2017年より川崎フロンターレに入団した。当時の川崎のボランチには日本代表の大島僚太やエドゥアルド・ネットがプレーしていたことや怪我の影響もあり1年目は出場機会がなかった。
2018年9月15日、第26節の北海道コンサドーレ札幌戦に途中出場してJ1リーグデビューし、後半アディショナルタイムにプロでの初ゴールを決めた。11月24日、第33節のFC東京戦でJ1リーグ初先発。
2019年シーズンは背番号を25番に変更した。3月10日、第3節の横浜F・マリノス戦では、出場予定だった大島が試合前に負傷したことにより急遽先発し、レアンドロ・ダミアンの得点をアシストした。大島の度重なる怪我や、守田英正の不調などもあり、ボランチの選手はシーズンを通して中々定まらなかったが、その中でも田中は好調を維持し、ボランチとしてレギュラーの座を掴んだ。シーズン終盤には鼻骨を骨折したが、フェイスガードを付けながら試合に臨んだ。同年はリーグ戦24試合に出場、ベストヤングプレーヤー賞に選出された。川崎に所属する選手としては同賞の受賞は初となる。
2020年、チームの4-3-3へのシステム変更により、当初はアンカーのポジションを確保していたが、守田がアンカーに定着すると、ポジションを1列前に上げたインサイドハーフの位置で多くプレーした。16節のサンフレッチェ広島戦で、自身初の1試合2ゴール、シーズンを通して5ゴールを上げた。その後も主力として活躍し、自身初となるベストイレブンに選出された。

#### デュッセルドルフ
2021年6月26日、ブンデスリーガ2部のフォルトゥナ・デュッセルドルフに期限付き移籍で加入した（買取オプション付き）。8月20日、第4節のホルシュタイン・キール戦で移籍後初出場を果たした。
2022年4月8日、ハンザ・ロストック戦で移籍後初ゴールを決めて勝利に貢献した。同月28日、デュッセルドルフが期限付き移籍から完全移籍で獲得したことを発表した。
2023年4月9日、ビーレフェルト戦で相手選手との接触により負傷交代し、その後の検査で右膝内側靭帯断裂と診断された。
2024年4月3日、前日に急性虫垂炎の手術を受けたため、DFBポカール準決勝のレヴァークーゼン戦を欠場。

#### リーズ・ユナイテッド
2024年8月30日、リーズ・ユナイテッドへ完全移籍することが発表された。契約は4年間で、背番号は22番。2025年1月4日、ハル・シティ戦で移籍後初ゴールを決めた。

### 代表
2019年6月、トゥーロン国際大会に臨むU-22日本代表に選出された。グループリーグ初戦のイングランド戦では、マン・オブ・ザ・マッチに選出されるなど活躍し、日本代表の準優勝に貢献。大会ベストイレブンと大会ベストプレイヤー部門で3位に選ばれた。同年10月、ブラジル代表と親善試合でミドルシュートを2本決め、3-2での勝利に貢献。
2019年12月にはEAFF E-1サッカー選手権2019に出場する日本代表に初選出された。12月12日、香港戦にてチームメイトの大島僚太と共にボランチで先発し、A代表デビューした。東京オリンピックでは全6試合に先発出場。
2021年10月12日、2022 FIFAワールドカップ・アジア予選のオーストラリア戦で初先発で初ゴールを決めた。
2022年11月1日、2022カタールW杯に臨む日本代表に選出された。グループリーグでは2試合に出場し、12月2日に行われたGL3戦目のスペイン戦では三笘薫からの折り返しに合わせて逆転ゴールを決め（「三笘の1ミリ」も参照）、マン・オブ・ザ・マッチに選ばれた。決勝トーナメント1回戦でクロアチアに敗れたものの、イギリスBBCのユーザー投票でグループリーグベストイレブンに選出されるなど、ベスト16進出に貢献した。
2023年10月13日、「MIZUHO BLUE DREAM MATCH 2023」のカナダ戦に出場し、先制点を含む2得点を決め勝利に貢献した。

## エピソード
- 川崎時代の2020年にはテレビ神奈川の情報番組『LOVEかわさき』の企画で、名前の漢字が同一である当時同局アナウンサーの田中碧と対談し、同年2月15日放送分においてその模様が放送された[29]。
- 1歳年上の三笘薫（ブライトン・アンド・ホーヴ・アルビオンFC）とは同じ小学校・中学校の出身で、さぎぬまSCと川崎フロンターレのアカデミーでもともにプレーした。三笘は筑波大学に進学したが、卒業後は川崎フロンターレに加入して再びチームメイトとなった[30]。2022年のカタールW杯ではともに初めてW杯メンバーに選出され、スペイン戦で田中の得点を三笘がアシストした事で、「幼馴染の二人が互いに日本代表の中心メンバーとなり、W杯で優勝候補のスペインを破る活躍を見せる」というエピソードが漫画のようだと話題を集めた[31]。また、このW杯の影響でさぎぬまSCへの入団希望などの問い合わせが約10倍になった[32]。
- 鉄分を摂取する目的で南部鉄器の鉄瓶を使っており、その効果で貧血の数値が改善された[33]。

## 所属クラブ
ユース経歴
- さぎぬまSC
- 2007年 - 2010年 川崎フロンターレU-12（川崎市立鷺沼小学校）
- 2011年 - 2013年 川崎フロンターレU-15（川崎市立有馬中学校）
- 2014年 - 2016年 川崎フロンターレU-18（神奈川県立新城高等学校）
  - 2016年 川崎フロンターレ（2種登録選手）[34]

プロ経歴
- 2017年 - 2022年4月  川崎フロンターレ
  - 2021年6月 - 2022年4月  フォルトゥナ・デュッセルドルフ（期限付き移籍）
- 2022年4月 - 2024年8月  フォルトゥナ・デュッセルドルフ
- 2024年9月 -  リーズ・ユナイテッドFC

## 個人成績
| 国内大会個人成績 | 国内大会個人成績 | 国内大会個人成績 | 国内大会個人成績   | 国内大会個人成績 | 国内大会個人成績 | 国内大会個人成績 | 国内大会個人成績 | 国内大会個人成績 | 国内大会個人成績 | 国内大会個人成績 | 国内大会個人成績 |
| 年度             | クラブ           | 背番号           | リーグ             | リーグ戦         | リーグ戦         | リーグ杯         | リーグ杯         | オープン杯       | オープン杯       | 期間通算         | 期間通算         |
| 年度             | クラブ           | 背番号           | リーグ             | 出場             | 得点             | 出場             | 得点             | 出場             | 得点             | 出場             | 得点             |
| 日本             | 日本             | 日本             | 日本               | リーグ戦         | リーグ戦         | リーグ杯         | リーグ杯         | 天皇杯           | 天皇杯           | 期間通算         | 期間通算         |
| ---------------- | ---------------- | ---------------- | ------------------ | ---------------- | ---------------- | ---------------- | ---------------- | ---------------- | ---------------- | ---------------- | ---------------- |
| 2017             | 川崎             | 32               | J1                 | 0                | 0                | 0                | 0                | 0                | 0                | 0                | 0                |
| 2018             | 川崎             | 32               | J1                 | 4                | 1                | 0                | 0                | 0                | 0                | 4                | 1                |
| 2019             | 川崎             | 25               | J1                 | 24               | 1                | 1                | 0                | 0                | 0                | 25               | 1                |
| 2020             | 川崎             | 25               | J1                 | 31               | 5                | 5                | 0                | 2                | 1                | 38               | 6                |
| 2021             | 川崎             | 25               | J1                 | 20               | 1                | 0                | 0                | 0                | 0                | 20               | 1                |
| ドイツ           | ドイツ           | ドイツ           | ドイツ             | リーグ戦         | リーグ戦         | リーグ杯         | リーグ杯         | DFBポカール      | DFBポカール      | 期間通算         | 期間通算         |
| 2021-22          | デュッセルドルフ | 4                | 2.ブンデス         | 29               | 1                | -                | -                | 1                | 0                | 30               | 1                |
| 2022-23          | デュッセルドルフ | 4                | 2.ブンデス         | 22               | 1                | -                | -                | 3                | 0                | 25               | 1                |
| 2023-24          | デュッセルドルフ | 4                | 2.ブンデス         | 30               | 7                | -                | -                | 4                | 1                | 34               | 8                |
| 2024-25          | デュッセルドルフ | 4                | 2.ブンデス         | 3                | 0                | -                | -                | 1                | 0                | 4                | 0                |
| イングランド     | イングランド     | イングランド     | イングランド       | リーグ戦         | リーグ戦         | FLカップ         | FLカップ         | FAカップ         | FAカップ         | 期間通算         | 期間通算         |
| 2024-25          | リーズU          | 22               | EFL                | 43               | 5                | 0                | 0                | 2                | 0                | 45               | 5                |
| 通算             | 日本             | 日本             | J1                 | 79               | 8                | 6                | 0                | 2                | 1                | 87               | 9                |
| 通算             | ドイツ           | ドイツ           | 2.ブンデス         | 84               | 9                | -                | -                | 9                | 1                | 93               | 10               |
| 通算             | イングランド     | イングランド     | チャンピオンシップ | 43               | 5                | 0                | 0                | 2                | 0                | 45               | 5                |
| 総通算           | 総通算           | 総通算           | 総通算             | 249              | 27               | 6                | 0                | 15               | 2                | 270              | 29               |

- 2016年は2種登録選手。

その他の公式戦
- 2019年
  - スーパーカップ 1試合0得点
- 2024年
  - ブンデスリーガ・プレーオフ 2試合0得点

| 国際大会個人成績 | 国際大会個人成績 | 国際大会個人成績 | 国際大会個人成績 | 国際大会個人成績 |
| 年度             | クラブ           | 背番号           | 出場             | 得点             |
| AFC              | AFC              | AFC              | ACL              | ACL              |
| ---------------- | ---------------- | ---------------- | ---------------- | ---------------- |
| 2017             | 川崎             | 32               | 0                | 0                |
| 2018             | 川崎             | 32               | 0                | 0                |
| 2019             | 川崎             | 25               | 4                | 1                |
| 通算             | AFC              | AFC              | 4                | 1                |

## タイトル

### クラブ
川崎フロンターレ
- J1リーグ：3回（2017年、2018年、2020年）
- FUJI XEROX SUPER CUP：2回（2019年、2021年）
- Jリーグカップ：1回（2019年）
- 天皇杯 JFA 全日本サッカー選手権大会：1回（2020年）

リーズ・ユナイテッドFC
- EFLチャンピオンシップ：1回（2024-25）

### 代表
- 国民体育大会サッカー競技（2014年）

### 個人
- トゥーロン国際大会
  - 優秀選手（3位）（2019年）
  - ベストイレブン（2019年）[35]
- Jリーグ・ベストヤングプレーヤー賞 (2019年)
- Jリーグベストイレブン（2020年）

## 代表歴

### 出場大会
- U-16日本代表[36]
  - AFC U-16選手権（2014年）[37]
- U-22日本代表
  - トゥーロン国際大会（2019年）
  - 北中米遠征（2019年）
  - ブラジル遠征（2019年）
  - キリンチャレンジカップ（2019年、怪我で辞退）
- U-23日本代表
  - AFC U-23選手権（2020年）
- U-24日本代表
  - SAISON CARD CUP 2021（2021年）
  - 東京オリンピック（2021年）
- 日本代表
  - EAFF E-1サッカー選手権（2019年）
  - 2022 FIFAワールドカップ・アジア3次予選（2021年）
  - 2022 FIFAワールドカップ (2022年)
  - 2026 FIFAワールドカップ・アジア2次予選（2023年 - 2024年）
  - 2026 FIFAワールドカップ・アジア3次予選（2024年 - 2025年）

### 試合数
- 国際Aマッチ 32試合 8得点（2019年 - ）

| 日本代表 | 国際Aマッチ | 国際Aマッチ |
| 年       | 出場        | 得点        |
| -------- | ----------- | ----------- |
| 2019     | 2           | 0           |
| 2021     | 3           | 1           |
| 2022     | 13          | 2           |
| 2023     | 6           | 3           |
| 2024     | 6           | 2           |
| 2025     | 2           | 0           |
| 通算     | 32          | 8           |

### 出場
| No. | 開催日         | 開催都市         | スタジアム                                             | 対戦国                 | 結果         | 監督   | 大会                                   |
| --- | -------------- | ---------------- | ------------------------------------------------------ | ---------------------- | ------------ | ------ | -------------------------------------- |
| 1.  | 2019年12月14日 | 釜山             | 釜山九徳スタジアム                                     | 香港                   | ○5-0         | 森保一 | EAFF E-1サッカー選手権2019             |
| 2.  | 2019年12月18日 | 釜山             | 釜山アシアドメインスタジアム                           | 韓国                   | ●0-1         | 森保一 | EAFF E-1サッカー選手権2019             |
| 3.  | 2021年10月12日 | さいたま         | 埼玉スタジアム2002                                     | オーストラリア         | ○2-1         | 森保一 | 2022 FIFAワールドカップ・アジア3次予選 |
| 4.  | 2021年11月11日 | ハノイ           | ミーディン国立競技場                                   | ベトナム               | ○1-0         | 森保一 | 2022 FIFAワールドカップ・アジア3次予選 |
| 5.  | 2021年11月17日 | マスカット       | スルタン・カーブース・スポーツコンプレックス           | オマーン               | ○1-0         | 森保一 | 2022 FIFAワールドカップ・アジア3次予選 |
| 6.  | 2022年1月27日  | さいたま         | 埼玉スタジアム2002                                     | 中国                   | ○2-0         | 森保一 | 2022 FIFAワールドカップ・アジア3次予選 |
| 7.  | 2022年2月1日   | さいたま         | 埼玉スタジアム2002                                     | サウジアラビア         | ○2-0         | 森保一 | 2022 FIFAワールドカップ・アジア3次予選 |
| 8.  | 2022年3月24日  | シドニー         | スタジアム・オーストラリア                             | オーストラリア         | ○2-0         | 森保一 | 2022 FIFAワールドカップ・アジア3次予選 |
| 9.  | 2022年3月29日  | さいたま         | 埼玉スタジアム2002                                     | ベトナム               | △1-1         | 森保一 | 2022 FIFAワールドカップ・アジア3次予選 |
| 10. | 2022年6月2日   | 札幌             | 札幌ドーム                                             | パラグアイ             | ○4-1         | 森保一 | キリンチャレンジカップ2022             |
| 11. | 2022年6月6日   | 東京             | 国立競技場                                             | ブラジル               | ●0-1         | 森保一 | キリンチャレンジカップ2022             |
| 12. | 2022年6月10日  | 神戸             | ノエビアスタジアム神戸                                 | ガーナ                 | ○4-1         | 森保一 | キリンカップサッカー2022               |
| 13. | 2022年6月14日  | 吹田             | パナソニックスタジアム吹田                             | チュニジア             | ●0-3         | 森保一 | キリンカップサッカー2022               |
| 14. | 2022年9月27日  | デュッセルドルフ | エスプリ・アレーナ                                     | エクアドル             | △0-0         | 森保一 | 親善試合                               |
| 15. | 2022年11月17日 | ドバイ           | アール・マクトゥーム・スタジアム                       | カナダ                 | ●1-2         | 森保一 | 親善試合                               |
| 16. | 2022年11月23日 | ライヤーン       | ハリーファ国際スタジアム                               | ドイツ                 | ○2-1         | 森保一 | 2022 FIFAワールドカップ                |
| 17. | 2022年12月1日  | ライヤーン       | ハリーファ国際スタジアム                               | スペイン               | ○2-1         | 森保一 | 2022 FIFAワールドカップ                |
| 18. | 2022年12月5日  | アル＝ワクラ     | アル・ジャヌーブ・スタジアム                           | クロアチア             | △1-1 (PK1-3) | 森保一 | 2022 FIFAワールドカップ                |
| 19. | 2023年3月24日  | 東京             | 国立競技場                                             | ウルグアイ             | △1-1         | 森保一 | キリンチャレンジカップ2023             |
| 20. | 2023年9月9日   | ヴォルフスブルク | フォルクスワーゲン・アレーナ                           | ドイツ                 | ○4-1         | 森保一 | 国際親善試合                           |
| 21. | 2023年9月12日  | ヘンク           | セゲカ・アレーナ                                       | トルコ                 | ○4-2         | 森保一 | キリンチャレンジカップ2023             |
| 22. | 2023年10月13日 | 新潟             | デンカビッグスワンスタジアム                           | カナダ                 | ○4-1         | 森保一 | MIZUHO BLUE DREAM MATCH 2023           |
| 23. | 2023年11月16日 | 吹田             | パナソニックスタジアム吹田                             | ミャンマー             | ○5-0         | 森保一 | 2026 FIFAワールドカップ・アジア2次予選 |
| 24. | 2023年11月21日 | ジッダ           | プリンス・アブドゥッラー・アル・ファイサル・スタジアム | シリア                 | ○5-0         | 森保一 | 2026 FIFAワールドカップ・アジア2次予選 |
| 25. | 2024年1月1日   | 東京             | 国立競技場                                             | タイ                   | ○5-0         | 森保一 | TOYO TIRES CUP 2024                    |
| 26. | 2024年3月21日  | 東京             | 国立競技場                                             | 朝鮮民主主義人民共和国 | ○1-0         | 森保一 | 2026 FIFAワールドカップ・アジア2次予選 |
| 27. | 2024年6月11日  | 広島             | エディオンピースウイング広島                           | シリア                 | ○5-0         | 森保一 | 2026 FIFAワールドカップ・アジア2次予選 |
| 28. | 2024年9月5日   | さいたま         | 埼玉スタジアム2002                                     | 中国                   | ○7-0         | 森保一 | 2026 FIFAワールドカップ・アジア3次予選 |

### ゴール
| No. | 開催日         | 開催都市         | スタジアム                   | 対戦国         | 結果 | 大会                                   |
| --- | -------------- | ---------------- | ---------------------------- | -------------- | ---- | -------------------------------------- |
| 1.  | 2021年10月12日 | さいたま         | 埼玉スタジアム2002           | オーストラリア | ○2-1 | 2022 FIFAワールドカップ・アジア3次予選 |
| 2.  | 2022年6月2日   | 札幌             | 札幌ドーム                   | パラグアイ     | ○4-1 | キリンチャレンジカップ2022             |
| 3.  | 2022年12月1日  | ライヤーン       | ハリーファ国際スタジアム     | スペイン       | ○2-1 | 2022 FIFAワールドカップ                |
| 4.  | 2023年9月9日   | ヴォルフスブルク | フォルクスワーゲン・アレーナ | ドイツ         | ○4-1 | 国際親善試合                           |
| 5.  | 2023年10月13日 | 新潟             | デンカビッグスワンスタジアム | カナダ         | ○4-1 | MIZUHO BLUE DREAM MATCH 2023           |
| 6.  | 2023年10月13日 | 新潟             | デンカビッグスワンスタジアム | カナダ         | ○4-1 | MIZUHO BLUE DREAM MATCH 2023           |
| 7.  | 2024年1月1日   | 東京             | 国立競技場                   | タイ           | ○5-0 | TOYO TIRES CUP 2024                    |
| 8.  | 2024年3月21日  | 東京             | 国立競技場                   | 北朝鮮         | ○1-0 | 2026 FIFAワールドカップ・アジア2次予選 |